# Архангельский сельсовет (Шаховской район)
Архангельский сельсовет — упразднённая административно-территориальная единица, существовавшая на территории Московской губернии и Московской области до 1949 года.
Архангельский сельсовет возник в первые годы советской власти. По данным 1922 года он находился в составе Серединской волости Волоколамского уезда Московской губернии.
По данным 1926 года в состав сельсовета входили 2 населённых пункта — Архангельское и Новоселки.
В 1929 году Архангельский с/с был отнесён к Шаховскому району Московского округа Московской области. При этом к нему был присоединён Косиловский с/с.
17 июля 1939 года к Архангельскому с/с был присоединён Больше-Крутский с/с (селения Большое Крутое и Малое Крутое).
12 декабря 1949 года Архангельский с/с был упразднён, а его территория в полном составе передана в Новоалександровский с/с.